# Cheltenham Town FC
Cheltenham Town FC är en engelsk professionell fotbollsklubb i Cheltenham, grundad 1887. Hemmamatcherna spelas på Jonny-Rocks Stadium, även kallad Whaddon Road. Smeknamnet är The Robins. Klubben spelar sedan säsongen 2021/2022 i League One.

## Historia
Under största delen av sin existens har klubben spelat i seriespel utanför The Football League. Klubben vann uppflyttning till Football Conference 1997 och två år senare vann klubben den ligan och därmed uppflyttning till The Football Leagues dåvarande Third Division (nuvarande League Two). Efter några ytterligare säsonger vann klubben även uppflyttning till Second Division (nuvarande League One) via playoff.
Säsongen 2014/15 slutade med degradering till National League, som Football Conference bytt namn till. Följande säsong slutade klubben på första plats i National League och blev uppflyttade till League Two.
Säsongen 2020/21 vann klubben League Two för första gången.

## Meriter

### Liga
- League One eller motsvarande (nivå 3): 17:e 2006/07 (högsta ligaplacering)
- League Two eller motsvarande (nivå 4): Mästare 2020/2021
- National League eller motsvarande (nivå 5): Mästare 1998/99, 2015/16
- Southern Football League Premier Division: Mästare 1984/85
- Southern Football League Midland Division: Mästare 1982/83
- Cheltenham Association Football League: Mästare 1910/11, 1913/14

### Cup
- FA Trophy: Mästare 1997/98
- Southern Football League Cup: Mästare 1957/58

## Spelarrekord
- Flest ligamatcher: 702, Roger Thorndale, 1958–1976
- Flest mål: 290, Dave Lewis, 1967–1983
- Flest mål under en säsong: 53 (i alla tävlingar), Dave Lewis, 1974/75

## Spelare

### Spelartrupp
| 1  | Nordirland | Luke Southwood   | 6 december 1997   | Reading (-22)       |
| 20 | England    | Max Harris       | 14 september 1999 | Oxford United (-20) |
| 21 | England    | Jamie Pardington | 20 juli 2000      | Larne (-23)         |
| 31 | England    | Jude Franks      |                   | Cheltenham Town FC  |

| 2  | Irland    | Sean Long             | 2 maj 1995        | Lincoln City (-18)           |
| 3  | Wales     | Ben Williams          | 31 mars 1999      | Barnsley (-22)               |
| 4  | England   | Tom Bradbury          | 27 februari 1998  | Halifax Town (-22)           |
| 5  | Wales     | Owen Bevan            | 26 oktober 2003   | Bournemouth (-23)            |
| 6  | England   | Lewis Freestone       | 26 oktober 1999   | Brighton & Hove Albion (-20) |
| 22 | Skottland | Liam Smith            | 10 april 1996     | Dundee United (-23)          |
| 24 | England   | Grant Horton          | 13 september 2001 | Cheltenham Town FC           |
| 26 | England   | Josh Williams         | 24 november 2002  | Birmingham City (-23)        |
| 27 | England   | Luciano D'Auria-Henry | 11 november 2002  | Fulham (-23)                 |
| 33 | England   | Curtis Davies         | 15 mars 1985      | Derby County (-23)           |
| 40 | England   | Cameron Walters       | 9 oktober 2006    | Cheltenham Town FC           |

| 7  | Wales      | Oliver Hammond  | 13 november 2002  | Nottingham Forest (-23)      |
| 8  | England    | Liam Sercombe   | 25 april 1990     | Bristol Rovers (-20)         |
| 14 | England    | Curtis Thompson | 2 september 1993  | Wycombe Wanderers (-23)      |
| 15 | Irland     | Will Ferry      | 7 december 2000   | Southampton (-22)            |
| 16 | England    | Daniel Adshead  | 2 september 2001  | Norwich City (-22)           |
| 17 | England    | James Olayinka  | 5 oktober 2000    | Arsenal (-22)                |
| 18 | England    | Ellis Chapman   | 8 januari 2001    | Lincoln City (-20)           |
| 23 | Guyana     | Elliot Bonds    | 23 mars 2000      | Hull City (-21)              |
| 25 | Australien | Cameron Peupion | 23 september 2002 | Brighton & Hove Albion (-23) |
| 28 | England    | Adulai Sambu    | 28 juni 2004      | Cheltenham Town FC           |
| 30 | England    | Freddy Willcox  | 11 december 2005  | Cheltenham Town FC           |
| -  | England    | Brandon Liggett | 6 april 2006      | Cheltenham Town FC           |

| 9  | England | Will Goodwin          | 7 maj 2002        | Stoke City (-23)           |
| 10 | Irland  | Aidan Keena           | 25 april 1999     | Sligo Rovers (-23)         |
| 11 | England | Robert Street         | 26 september 2001 | Crystal Palace (-23)       |
| 19 | England | George Lloyd          | 11 februari 2000  | Cheltenham Town FC         |
| 29 | England | Tom King              | 20 september 2006 | Cheltenham Town FC         |
| 32 | England | Jovan Malcolm         | 10 december 2002  | West Bromwich Albion (-23) |
| 38 | England | Nathan Butler-Oyedeji | 4 januari 2003    | Arsenal (-23)              |

Not: Spelare i kursiv stil är inlånade.

### Utlånade spelare
| Nr | Land | Pos | Namn |
| -- | ---- | --- | ---- |

| Nr | Land | Pos | Namn |
| -- | ---- | --- | ---- |